# Majdi Nema
Le texte peut changer fréquemment, n’est peut-être pas à jour et peut manquer de recul. 
Le titre et la description de l'acte concerné reposent sur la qualification juridique retenue lors de la rédaction de l'article et peuvent évoluer en même temps que celle-ci.
Majdi Nema, également transcrit Majdi Naameh (ou Majdi Mustafa Nema), né le 25 mai 1988 en Arabie saoudite, est un militaire syrien puis porte-parole du groupe armé Jaych al-Islam, pendant la guerre civile syrienne.
Lors du conflit syrien, il déserte l'armée et rejoint le groupe Jaych al-Islam, sous le nom de guerre Islam Allouche, dont il devient le porte-parole, pendant la bataille de la Ghouta orientale.
Il est arrêté le 29 janvier 2020 en France et mis en examen car soupçonné d’« actes de torture et complicité », « crimes de guerre » et « complicité de disparitions forcées » commis durant le conflit syrien, en particulier l'enlèvement de quatre militants des droits humains à Douma le 9 décembre 2013, dont  Razan Zaitouneh et Samira Khalil. Il est finalement inculpé pour complicité de crimes de guerre commis en Syrie entre 2013 et 2016, complicité d'enrôlement de mineurs dans un groupe armé et participation à une association de malfaiteurs en vue de la préparation de crimes de guerre.

## Biographie
Majdi Nema naît le 25 mai 1988 en Arabie saoudite, d'un couple d'expatriés syriens.

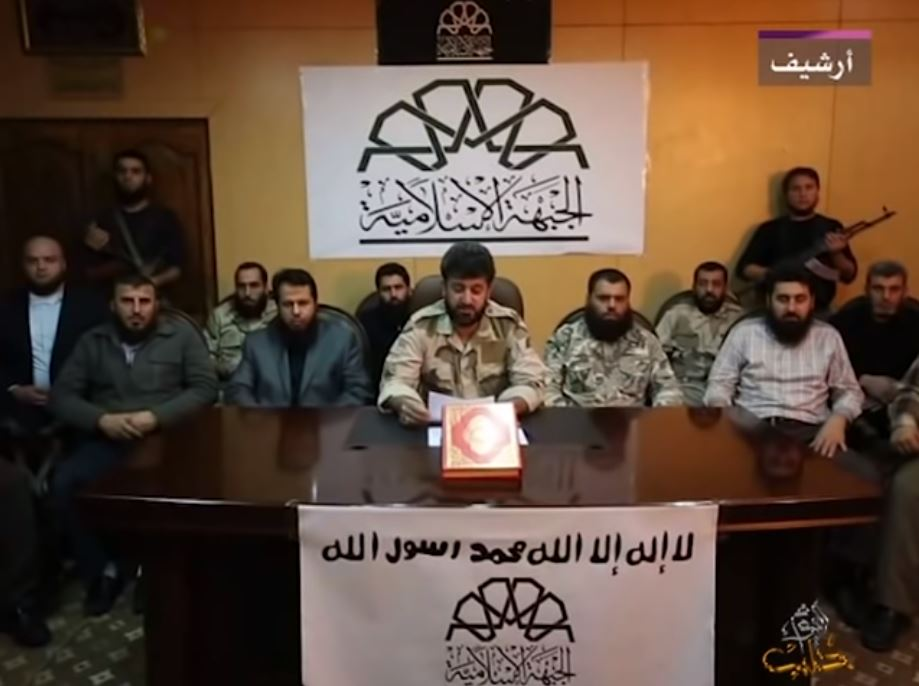
Majdi Naameh, à l'extrême gauche, lors de la formation du Front islamique, en 2013.

Majdi Nema, ancien capitaine de l'armée syrienne, dont il a fait défection en novembre 2012, se fait connaître comme combattant du groupe armé salafiste Jaych al-Islam, au sein duquel il prend le pseudonyme d'Islam Allouche, en référence au fondateur du groupe armé Zahran Allouche dans la Ghouta orientale. Majdi Nema, après deux mois dans la Ghouta orientale, rejoint la Turquie en mai 2013. Il est le porte-parole du groupe armé jusqu'en 2016. Selon les trois ONG ayant porté plainte contre le groupe armé, il figurait « parmi les hauts responsables de Jaych al-Islam », proches de son chef, Zahran Allouche et « aurait été à la tête d’une brigade qui fut régulièrement accusée d’enrôler des enfants ». 
En juin 2017, il annonce avoir démissionné et reprend son nom. Ensuite, il rejoint la Turquie, où il effectue des études en science politique. Diplômé à l’été 2019, il arrive en France en novembre, avec un visa court séjour pour poursuivre ses études dans le cadre d’un échange Erasmus à l’université d’Aix-Marseille,,,,. 

## Justice

### Plainte
En juin 2019, trois ONG, Ligue des droits de l’Homme (LDH), le groupe d’action judiciaire pour la Fédération internationale pour les droits humains (FIDH), et le Centre syrien pour les médias et la liberté d'expression (SCM), ainsi que la famille de Razan Zaitouneh portent plainte contre Majdi Nema,. Les organisations représentent les familles des « Quatre de Douma  » Razan, Wael, Samira et Nazem, ainsi qu'une vingtaine d’autres victimes et leurs familles. Plusieurs victimes mettent directement en cause Majdi Nema pour des faits d’enlèvements et de torture.  
Majdi Nema est en effet notamment soupçonné d'être impliqué dans la disparition forcée, le 9 décembre 2013, de quatre militants des droits humains : l’avocate et journaliste Razan Zaitouneh, son mari Wael Hamadeh, la militante des droits humains Samira al-Khalil, femme de Yassin al-Haj Saleh, et l’avocat des droits humains et poète Nazem Hammadi. Tous les quatre sont toujours portés disparus, ils avaient fondé le Centre de documentation des violations, dont ils avaient déménagé les bureaux à Douma, car ils étaient menacés par le régime syrien.
Le rôle qu'a pu jouer par Majdi Nema dans l’enlèvement des « Quatre de Douma » n'est pas clair « certains pensent qu’il n’a jamais joué un rôle de leadership, explique le chercheur Ziad Majed. Mais il est certainement au courant du sort des quatre disparus. Il y a eu plusieurs tentatives de négociations avec des proches des disparus où il était partie prenante ». Majdi Nema conteste les accusations à son encontre, il affirme avoir quitté la Ghouta orientale en mai 2013, soit plusieurs mois avant les enlèvements qu'on lui reproche, pour se rendre en Turquie.

### Arrestation et mise en examen
Majdi Nema est reconnu en France par un Syrien. Le 29 janvier 2020, en plein marché de Noaille à Marseille, l’OCLCH, la section de recherches de Marseille et le GIGN l'interpellent après qu'il a d'abord cru à un enlèvement, hurlé, lutté et résisté avant d'être maîtrisé,. 
À l’issue de quarante-huit heures de garde à vue, il est présenté à un juge d’instruction parisien qui le met en examen pour « actes de torture et complicité », « crimes de guerre » et « complicité de disparitions forcées » commis durant le conflit syrien,. Quelques jours après son arrestation, Jaych al-Islam appelle à la libération et à l'abandon des charges contre Majdi Nema, et affirme que tout lien entre l'ancien porte-parole et le groupe armé est rompu,. 
Majdi Nema ne cache pas son appartenance à Jaych al-Islam. Peu après son arrestation, une partie de la presse et quelques personnalités politiques le qualifient de djihadiste, cependant, le spécialiste Ziad Majed précise que si les chefs de ce groupe salafiste « faisaient partie des plus réactionnaires », leurs objectifs se limitaient au cadre syrien. Jaych al-Islam centrait sa lutte contre le régime syrien, et n’a ainsi jamais menacé les Occidentaux.

### Procédure judiciaire
Pour Clémence Bectarte, avocate des familles des disparus, potentielles victimes de Madji Nema, en France « il ne s’agit pas de sécurité intérieure, mais de crimes commis sur la population syrienne ».
En janvier 2022, Nema saisit la cour d'appel de Paris : il conteste sa mise en examen pour torture, crimes de guerre et complicité d'enlèvements, car la France n'aurait pas la compétence pour juger de ces crimes survenus en Syrie et ne concernant ni ressortissants français ni personnes vivant habituellement sur le territoire français. La cour de cassation a en effet statué en novembre 2021, l'arrêt dit « Chaban », concernant l'affaire Abdulhamid Chaban, ancien militaire syrien accusé de complicité de crime contre l'humanité remis en liberté en raison de l'absence de double incrimination, les crimes contre l'humanité n'étant pas reconnus par la Syrie. L'avocat général estime que l'appel de Majdi Nema ne devrait pas aboutir,.
Le 4 avril 2022, la chambre d'instruction de la cour d'appel de Paris rend un arrêt dit « de résistance », qui rejette la demande du prévenu et confirme qu'il pourrait être mis en examen, pour « torture ou acte de barbarie, disparition forcée, crime de guerre et participation à une association de malfaiteurs en vue de la préparation d’un crime ou d’un délit de guerre » commis entre mi-2013 et fin 2016,,.
Le 17 mars 2023, la Cour de cassation se réunit en assemblée plénière, formation de jugement « la plus solennelle » composée de dix-neuf magistrats, afin de discuter les limites à la compétence universelle de la justice française, concernant Abdulhamid Chaban et Majdi Nema. Le 12 mai 2023, la décision de la Cour de cassation est rendue : elle reconnaît  la compétence universelle de la justice française pour ces deux affaires, qui « concernent des crimes commis en Syrie et dont les mis en cause et les victimes ne sont pas français ».
Le 19 juillet 2023, Majdi Nema est renvoyé devant la cour d'assises par les juges d'instruction, qui estiment qu'« il ne fait aucun doute que Majdi Nema [a tenu] une position de cadre dans les rangs de [Jaych al-Islam] », ce que l'accusé réfute en arguant n'avoir été qu'un simple porte-parole « sans influence » ; il est soupçonné notamment d'actes de tortures et complicité, crimes de guerre et complicité de disparitions forcées.
En novembre 2023, la cour d'appel de Paris confirme son renvoi devant une cour d'assises, pour complicité de crimes de guerre commis en Syrie entre 2013 et 2016, il est également inculpé de complicité d'enrôlement de mineurs dans un groupe armé et participation à une association de malfaiteurs en vue de la préparation de crimes de guerre. Les poursuites pour « complicité de disparitions forcées et de complicité de crimes de guerre par le lancement d'attaques délibérées contre la population civile et atteintes volontaires à la vie, atteintes volontaires à l'intégrité physique ou psychique, enlèvements et séquestrations, sont, elles, abandonnées ».